# Intel·ligència computacional
La intel·ligència computacional és una branca de la intel·ligència artificial que se centra en el desenvolupament de les capacitats d'un ordinador o computadora per aprendre processos o tasques complexes a partir de dades empíriques i l'experiència observacional. Moltes tasques reals no poden ser traduïdes a codi binari o no poden ser resoltes mitjançant models matemàtics o tradicionals. Això es pot donar pel fet que el raonament és massa complex, hi ha incerteses en el plantejament de la qüestió o que el procés és estocàstic. És per això que la intel·ligència artificial parteix de metodologies inspirades en el funcionament humà natural per tal de resoldre problemes complexos. Es presenta com una alternativa al GOFAI i, en contraposició, es basa en algorismes heurístics, trobant la motivació pel seu desenvolupament a la biologia i la lingüística.

## Funcionament
La IC empra un raonament proper al dels humans mitjançant la utilització de coneixements inexactes i incomplets, i és capaç de dur a terme accions controlades de manera adaptada. El seu funcionament està sustentat, principalment, per tres pilars: les xarxes neuronals, la lògica difusa i la computació evolutiva. Així mateix, en tractar-se d'un camp en evolució constant, a part d'aquestes tres bases també s'inclouen paradigmes computacionals com la intel·ligència ambiental, la vida artificial, l'aprenentatge cultural, xarxes endocrines artificials, raonament social i xarxes d'hormones artificials.

### Xarxes neuronals artificials
Es tracta de models matemàtics artificials inspirats en el funcionament del cervell humà. Busquen imitar-lo per tal de crear un sistema intel·ligent que actua i respon de manera semblant a com ho farien les neurones. S'estableix un sistema de neurones connectades amb una memòria local limitada i que s'interconnecten mitjançant canals de comunicació (o connexions) que, usualment, transmeten dades numèriques codificades i poden tenir forces variables (o ponderacions). Cada neurona tindrà un pes determinat que, juntament amb la quantitat d'entrades que rebi, determinarà la seva força d'actuació.
Les diferents neurones s'ajunten en grups que, a la mateixa vegada, es classificaran per capes. La primera capa, aquella que no té cap anterior que li subministri la informació, es coneix com a capa d'entrada, l'última com capa de sortida (resultat visible de la xarxa), i totes aquelles que es troben entremig reben el nom de capes ocultes. Pot no haver-hi cap capa oculta, però per conformar una xarxa cal una capa d'entrada i una de sortida (en el cas de només haver-hi una capa, aquesta efectuarà els dos rols alhora). Es pot relacionar el funcionament de les capes amb el aprenentatge profund.
La xarxa aprèn revisant registres individuals, realitzant prediccions per cada un d'ells i adaptant-se quan s'equivoca. Aquest procés es du a terme multituds de vegades fins que el sistema arriba a un punt de conclusió. Inicialment, totes les ponderacions són aleatòries i les respostes, incorrectes. La xarxa llavors, va aprenent a mesura que experimenta.

### Lògica difusa
Es tracta d'un tipus de sistema lògic computacional dirigit a la categorització de dades empíriques de manera propera a l'emprada pel raonament humà. Això vol dir que, en comptes de classificar emprant el model binari (o a 1), recull els matisos i les qualificacions intermèdies. S'entén, en certa manera, com la valorització de l'espai entre allò vertader i allò fals. La dificultat resideix en la voluntat de captar la falta de precisió de la llengua humana i fer-la entenedora per una computadora. Teoritzada pel matemàtic Lotfi A. Zadeh, la lògica difosa es tracta d'un mètode de raonament aproximat, no probabilístic, i es pot entendre com una extensió de la lògica multivalent.

### Computació evolutiva
Es tracta de la disciplina que implementa les tècniques computacionals per resoldre problemes principalment d'optimització combinatòria. Requereix l'heurística i basa la seva operació en els principis de l'evolució de Darwin.
Per treballar amb casos hipotètics, la computació evolutiva (CE) fa ús d'una metàfora anomenada metàfora evolutiva. Es refereix com població a un grup d'individus que coexisteixen en un entorn concret valent-se de recursos limitats. La competició per aquests recursos és el que desemboca en una selecció d'aquells més forts capaços de sobreviure, els més ben adaptats. Aquests subjectes passaran a ser els progenitors de les noves generacions d'individus als quals donaran lloc mitjançant mutacions i recombinacions (crossovers). Es torna a repetir la roda, i aquests nous individus competeixen, un cop més, per la supervivència, millorant així, progressivament, la qualitat dels que sobreviuen.
Dintre de la mateixa CE es poden diferenciar diverses estratègies d'optimització, com són els processos de cerca evolutiva, les estratègies evolutives, la programació evolutiva, els algorismes genètics i la programació genètica.